# Prischwitz

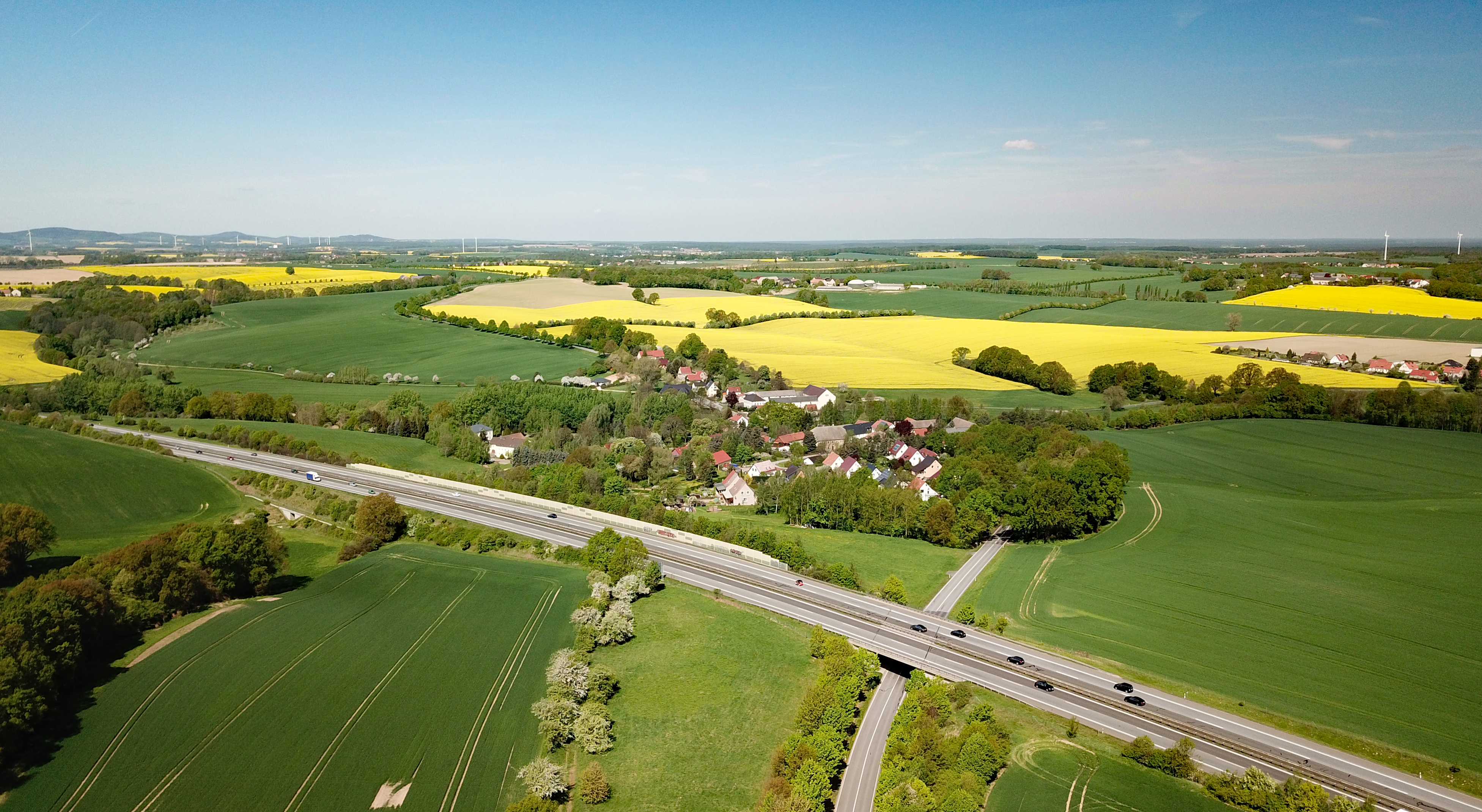
Luftbild

Prischwitz, sorbisch Prěčecyⓘ, ist ein Ort im sächsischen Landkreis Bautzen. Er gehört seit 1994 zur Gemeinde Göda, die westlich an Bautzen grenzt und liegt im sorbischen Siedlungsgebiet.

## Geographie

### Lage
Der Ort liegt in der Oberlausitz und wird von den Ortschaften Muschelwitz im Nordosten, Döbschke im Südosten, Pietzschwitz im Süden, Zischkowitz im Südwesten, Liebon im Westen und Zscharnitz im Nordwesten umgeben.

### Geomorphologie
Das Relief ist wellig und weist eine Abdachung nach Norden auf. Die sächsische Naturraumgliederung ordnet den Landstrich dem Oberlausitzer Gefilde zu. Es handelt sich dabei um einen Teil der Naturregion Sächsisches Lössgefilde, die in der Gegend von Prischwitz nur noch eine Nord-Süd-Ausdehnung von etwa 15 Kilometern aufweist und sich nach Osten hin weiter verschmälert. Nördlich grenzt das relativ ebene Oberlausitzer Heide- und Teichgebiet an, südlich das Oberlausitzer Bergland.

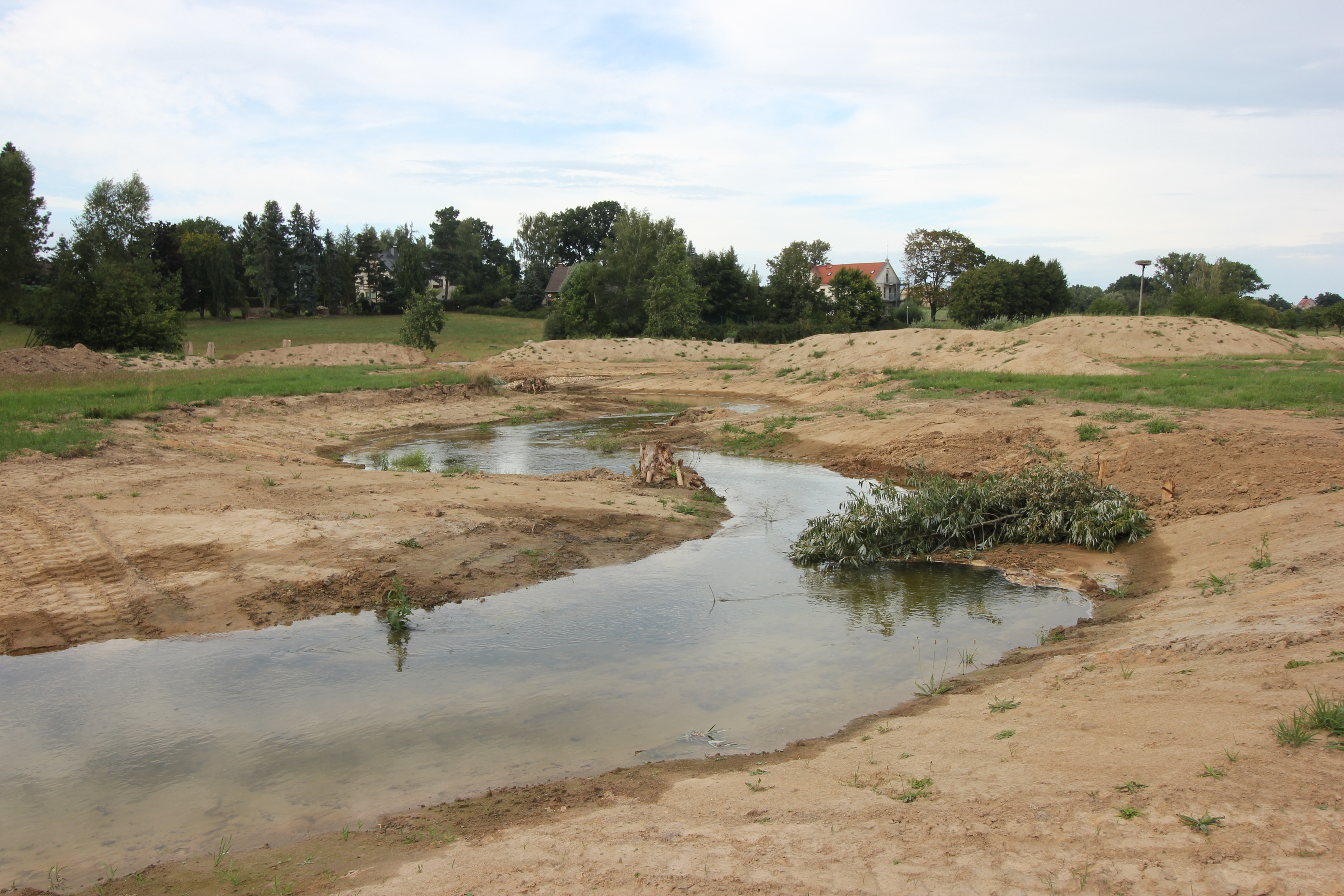
Renaturierung des Schwarzwassers zwischen Prischwitz und Muschelwitz (2023)

Der heutige Formenschatz entstand überwiegend im Quartär insbesondere unter dem Einfluss der letzten Eiszeiten. Er beinhaltet unter anderem Rinnen, Muldentäler und Lößplatten und -rücken. Prischwitz liegt im Tal des Schwarzwassers zu beiden Seiten des Flüsschens, welches zum Einzugsgebiet der Elbe gehört und hier seit den 1970er Jahren weitgehend reguliert ist. 2023 wurde der Flussabschnitt zwischen Prischwitz, Sollschwitz und Dreikretscham aufwendig renaturiert. Im Ort befindet sich seit 1907 ein Pegel, nach welchem die Hochwasserwarnungen und -entwarnungen durch das Schwarzwasser für die Gemeinde Göda herausgegeben werden.

### Geologie
Die jüngsten Ablagerungen sind Auensedimente des Schwarzwassers, welche sich in der Tiefelinie von dessen Tal finden lassen. Sie setzen etwa 350 m nordwestlich der Autobahnunterführung (K7278) zwischen Prischwitz und Pietzschwitz ein. Ihr Alter dürfte holozän sein. Im Westen und Norden steht Löß bzw. Lößlehm an, welcher unter den periglazialen Bedingungen der letzten beiden Eiszeiten gebildet wurde. Im Süden und Osten finden sich Schmelzwasserablagerungen des sich zurückziehenden Eises der Elsterkaltzeit. Das Prischwitzer Gebiet wurde von den Eismassen der Elster- und der Saalekaltzeit bedeckt. Diese aus geologischer Sicht sehr jungen Sedimente überlagern einen cadomisch-kambrischen Granodiorit. Diese Lagerverhältnisse kennzeichnen eine ausgeprägte Schichtlücke zwischen dem Kambrium und dem Quartär, welche in dieser Form erst mit den Abtragungsvorgängen der Eiszeiten entstanden ist. Der Granodiorit wurde früher in einem Steinbruch im Ort gewonnen, dieser ist jedoch heute völlig zugewachsen und nur noch als steile Geländekante erkennbar. Zwischen Prischwitz und Liebon wird ein Bentonitvorkommen vermutet.

### Klima
Die Region liegt in der kühlgemäßigten Übergangszone zwischen Ozeanischem und Kontinentalem Klima (nach Troll und Paffen) bzw. der gemäßigten Klimazone mit Übergangsklima nach Neef. Die Jahresmitteltemperatur von 8,5 °C für Bautzen dürfte derjenigen von Prischwitz etwa entsprechen. Dabei ist der Juli mit durchschnittlich 18,2 °C der wärmste und der Januar mit −1,2 °C der kälteste Monat. Bei einer entsprechenden Großwetterlage können, durch einströmende kalte Luft aus dem Böhmischen Becken, auch Temperaturen bis −15 °C erreicht werden. Im Volksmund wird dieses Phänomen „Böhmischer Wind“ genannt. Der mittlere Jahresniederschlag liegt, bedingt durch den Regenschatten des Oberlausitzer Berglandes, zwischen 670 und 690 mm. Damit ist das Gebiet relativ Niederschlagsarm. Der niederschlagsreichste Monat ist im langjährigen Mittel der Juli mit 80 bis 90 mm, der niederschlagsärmste Monat ist der Januar mit etwa 40 mm.

### Vegetation
Die potentielle natürliche Vegetation besteht im Schwarzwasser-Tal aus Traubenkirschen-Erlen-Eschenwald, auf den Lößflächen aus typischem Hainbuchen-Traubeneichenwald und in den Rinnen der Lößflächen aus Waldziest-Hainbuchen-Stieleichenwald.
Die vorhandene Vegetation beschränkt sich auf einige kleine Waldstücke, welche überwiegend an den landwirtschaftlich nicht nutzbaren Hängen der Rinnen liegen.

### Fauna
Im Raum Prischwitz kommen mindestens zwei Fledermausarten vor, eine davon ist das Große Mausohr (Myotis myotis), die andere der Große Abendsegler (Nyctalus noctula).

## Geschichte
| Jahr | Einwohner                   |
| ---- | --------------------------- |
| 1580 | 10 Bauern, 1 Häusler        |
| 1730 | 8 Bauern, 1 Kleinbauer      |
| 1777 | 8 Bauern, 2 Häusler         |
| 1834 | 113                         |
| 1871 | 121                         |
| 1890 | 148                         |
| 1910 | 121                         |
| 1925 | 132                         |
| 1936 | 320                         |
| 1939 | 317                         |
| 1946 | 394                         |
| 1950 | 486 (Gemeinde) / 211 (Dorf) |
| 1964 | 750                         |
| 1990 | 617                         |

In frühslawischer Zeit existierte an der Stelle des heutigen Ortes wahrscheinlich ein Burgward, von welchem heute außer dem Flurnamen Ratkow (= „Burgplatz“) keine weiteren Anhaltspunkte mehr existieren. Dass das Gebiet von Prischwitz altes slawisches Siedlungsland ist, belegt auch das spätslawische Gräberfeld zwischen Liebon und Zscharnitz.
Die Ersterwähnung unter dem Namen Prezez erfolgte 1160 in Verbindung mit der Schenkung des Ortes an das Bistum Meißen. Dieses hatte damals durch Kriegshandlungen großen Schaden erlitten und wurde u. a. mit diesem Ort dafür vom böhmischen König Vladislav II. dafür entschädigt. Die Schenkung wurde 1165 vom damaligen deutschen Kaiser Barbarossa bestätigt. Es ist dabei jedoch bisher noch umstritten, ob es sich beim genannten Prezez oder Prisez tatsächlich um Prischwitz oder um den bei Kamenz liegenden Ort Prietitz handelt. Das Historische Ortsverzeichnis von Sachsen ordnet Prisez dem heute nach Elstra eingemeindeten Prietitz zu. Alfred Meiche deutete in seiner grundlegenden Arbeit zur Oberlausitzer Grenzurkunde die Zuordnung zu Prischwitz für wahrscheinlicher.:216–220 Als das Bistum Meißen am Ende des 13. Jahrhunderts unter Bischof Withego I. unter großen finanziellen Schwierigkeiten litt, wurde der Ort zusammen mit Leutwitz für 234 Mark an die Äbtissin Elisabeth und das Kloster St. Marienstern verkauft. Der dazugehörige Vertrag wurde am 9. November 1292 abgeschlossen. Dadurch kam Prischwitz wieder an die Oberlausitz und somit zu Böhmen. Im Jahre 1381 erfolgte die Einpfarrung nach Göda, wobei der damalige Kirchenzehnt 19 Schock Getreide betrug. Außer dieser Steuer mussten weitere Abgaben und Frondienste an das Kloster gezahlt werden, welche sich jedoch in einem moderaten Rahmen hielten, da es viele Besitzungen hatte. Eine Besonderheit war der zu leistende „Honigzins“, welcher jährlich 31 Eimer betrug und durch die Waldbienenzucht erwirtschaftet wurde. Das Kloster setzte auch den Richter und dessen Schöffen für kleinere Rechtsfälle ein, in den übrigen Fällen hatte es selbst die Obergerichtsbarkeit inne. Prischwitz liegt an der einstigen Alten Straße, einem Abschnitt der Via Regia, welche von Breslau über Görlitz, Bautzen, Kamenz nach Leipzig führte. Dadurch war der Ort an den größten Handelsweg Mitteldeutschlands und somit an den Verkehr zwischen Schlesien und Westdeutschland angeschlossen. Bei der 1242 erfolgten Abgrenzung zwischen dem Bistum Meißen und der Oberlausitz wird es in der so genannten Oberlausitzer Grenzurkunde als Grenzpunkt genannt. Schon 1374 und 1382 wird im Zinsregister von St. Marienstern eine Mühle erwähnt, welche erst 1967 ihren Betrieb einstellte. Der Hussitensturm von 1429 nahm den Ort ebenso wie das Kloster in Mitleidenschaft. Aus den folgenden Jahrhunderten ist nur wenig überliefert.
Spätestens seit 1725 bestand auf der Alten Straße eine Reit- und Fahrpostlinie, welche eventuell auch in Prischwitz hielt und an die noch das wiederaufgefundene Fragment eines Kursächsischen Viertelmeilensteines von 1725 an der S 100 Richtung Bloaschütz erinnert. In den Jahren 1832 bis 1834 begann die Auflösung der Dienste und 1856 wurde die klösterliche Gerichtsbarkeit aufgehoben. Danach war das Dorf eine Landgemeinde im Landgerichtsbezirk Bautzen. Für seine Statistik über die sorbische Bevölkerung in der Oberlausitz ermittelte Arnošt Muka in den achtziger Jahren des 19. Jahrhunderts eine Bevölkerungszahl von 131 Einwohnern; davon waren 117 Sorben (89 %) und 14 Deutsche. Ernst Tschernik zählte 1956 in der Gemeinde Prischwitz (mit Muschelwitz und Sollschwitz) einen sorbischsprachigen Bevölkerungsanteil von nur noch 13,4 %. Heute wird in Prischwitz selbst kaum noch Sorbisch gesprochen.
Anfang des 20. Jahrhunderts siedelten sich eine Anzahl Gewerbetreibender an. Unter den Gewerben waren Brauerei, Molkerei, Schmiede, Stellmacherei, Sattlerei, Uhrmacher, Installateur, aber auch das Gast- und Textilgewerbe vertreten. Diese sind jedoch bis auf die Schmiede nicht mehr existent. Seit 1963 war Prischwitz der offizielle Betriebssitz einer Außenstelle des VEB Meliorationsbau Dresden. Dieser Staatsbetrieb wurde am 1. Mai 1990 privatisiert und unter Treuhandverwaltung gestellt. Auf dem Gelände zwischen Muschelwitz und Sollschwitz befindet sich heute ein Speditionsbetrieb. Am 1. April 1936 wurden Muschelwitz und Sollschwitz nach Prischwitz eingemeindet. Seit 1994 gehört der Ort einschließlich der ihm bis dato untergeordneten Orte zur Gemeinde Göda.
Der kleine Ort weist neben einer historischen Steinbogenbrücke, der alten Mühle (Nr. 8) und einem alten Fachwerkhaus noch drei weitere unter Denkmalschutz gestellte Objekte auf.

## Siedlungsstruktur und Landnutzung

Sächsisches Meilenblatt von 1804, Norden ist rechts

Bei der Siedlung Prischwitz handelt es sich um einen erweiterten Rundweiler mit Blockflur. Diese ursprüngliche Struktur lässt sich ansatzweise noch auf dem Meilenblatt von 1804 erkennen. Die dominante Gehöftform ist der Vierseithof, dazu kommen noch einigen einzelne Häuser und ein Dreiseithof.
Die Landnutzung beschränkt sich auf Grund der guten Böden weitgehend auf die Landwirtschaft. Früher gab es noch vereinzelt die Jagd, wobei dazu bestimmte Flächen von ihren jeweiligen Eigentümern verpachtet wurden. Prischwitz gehört zum Revier 16 Burkau des Forstbezirks Oberlausitz.

## Infrastruktur

### Verkehr
Die Bundesautobahn 4 verläuft direkt südlich des Ortskerns, wobei die beiden nächstgelegenen Ausfahrten Salzenforst und Uhyst am Taucher sind. Westlich der Autobahnbrücke über die S100 (Bautzen–Kamenz) sollte ursprünglich die Anschlussstelle Prischwitz gebaut werden. Das Dorf ist an den ÖPNV durch die ZVON-Plusbuslinie 530 angebunden, die Prischwitz werktags stündlich mit Bautzen und Kamenz verbindet. Der nächste Bahnhof ist Seitschen (5,9 km).

### Energie
Vor einiger Zeit waren zwei Windenergieanlagen unmittelbar südlich der Bundesautobahn 4 in der Gemarkung Prischwitz geplant. Der Bau wurde jedoch aus Gründen des Tierschutzes im Jahr 2003 vom Verwaltungsgericht Dresden untersagt.

### Kommunikation
Seit 1912 ist Prischwitz an das Telegrafen- bzw. Telefonnetz angeschlossen. Das „Amt Prischwitz“ arbeitet auch heute noch, die Vermittlungstechnik wurde jedoch nach Bautzen verlegt.

### Bildung
Die erste Schule für die Prischwitzer Kinder war Bolbritz, von 1884 bis 1946 Muschelwitz, danach bis 1980 das Schulkombinat Storcha/Bolbritz und seitdem Göda. Die Fahrbücherei der Stadtbibliothek Bautzen bedient das Dorf im 14-täglichen Rhythmus mit ausleihbaren Büchern, Zeitschriften, Kassetten, CDs, Videos und CD-ROMs.

### Sonstiges
Seit 1906 existiert die Freiwillige Feuerwehr Prischwitz.

### Veranstaltungen

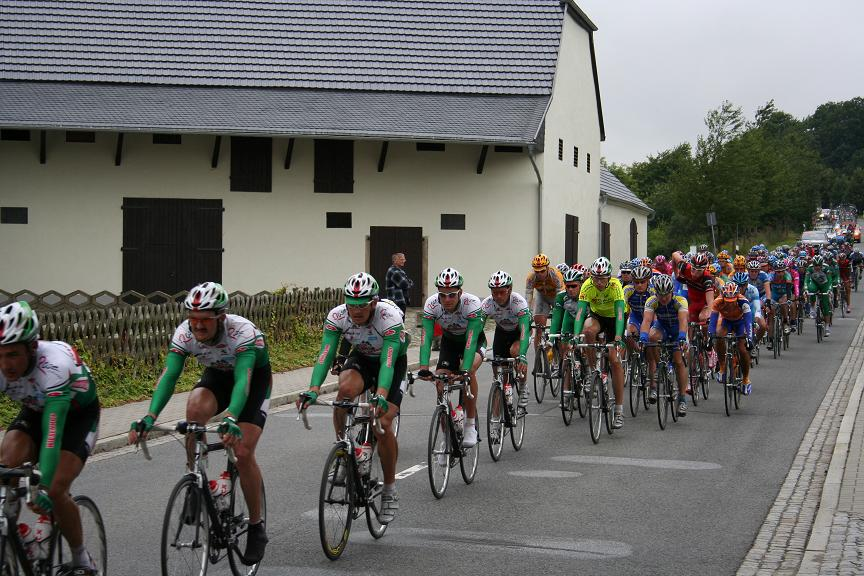
Peloton der Sachsentour 2005 in Prischwitz

Prischwitz war regelmäßig Durchgangsort der Sachsen-Tour.
Außerdem gibt es das gemeinsame Adventssingen, welches jedes Jahr von einer anderen Familien organisiert wird, sowie das jährliche Hexenbrennen.

## Besonderheiten
Auf Grund einer relativ hohen Anzahl von Personen katholischer Konfession in den ehemaligen Ortsteilen ist Prischwitz eine von 25 Ortschaften in der ansonsten eher evangelischen Oberlausitz, in denen gemäß Fronleichnamsverordnung Fronleichnam ein gesetzlicher Feiertag ist.